# Daniel Brands
Daniel Fabian Brands (* 17. Juli 1987 in Deggendorf) ist ein ehemaliger deutscher Tennisspieler. Sein größter Erfolg war der Einzug ins Achtelfinale von Wimbledon 2010.

## Karriere
Brands war bis 2004 sporadisch auf der ITF Future Tour aktiv. Er gewann dort je einen Einzel- und Doppeltitel und erreichte Platz 55.
Ab 2004 war er bei den Profis auf der ITF Future Tour aktiv. 2006 gelang ihm in Tschechien der erste Sieg auf dieser Ebene. Im April 2007 bekam er eine Wildcard für das Turnier von München und konnte dort sein erstes Match auf ATP-Ebene gegen Martin Verkerk gewinnen, bevor er gegen seinen Landsmann Alexander Waske ausschied. Nachdem er in diesem Jahr in Wolfsburg und Almaty zwei Finals bei Challenger-Turnieren erreicht hatte, beendete Brands das Jahr 2007 auf Rang 216 der Tennisweltrangliste.
Bei den French Open im Mai 2008 gelangte er erstmals in die Hauptrunde eines Grand-Slam-Turniers. Als Qualifikant scheiterte er in der ersten Runde an Dmitri Tursunow in drei Sätzen. Im Juli 2008 konnte sich Brands beim ATP-Turnier von Kitzbühel qualifizieren und besiegte in der ersten Runde Éric Prodon, bevor er in der zweiten Runde gegen Eduardo Schwank verlor. Zwei Wochen später gewann er in Timișoara durch einen Sieg über Daniel Muñoz de la Nava seinen ersten Challenger-Titel.
Im Mai 2009 bekam Daniel Brands erneut eine Wildcard in München und konnte dort nach Siegen über Stefan Koubek, Julien Benneteau und Potito Starace ins Halbfinale vorstoßen, wo er gegen Michail Juschny verlor. Anschließend qualifiziere er sich wie schon im letzten Jahr für die French Open, unterlag aber in einem fast vierstündigen Match in fünf Sätzen gegen Robert Kendrick. Im Juli 2009 startete Brands mit einer Wildcard bei den German Open in Hamburg, und besiegte dort in der zweiten Runde den an topgesetzten Top-10-Spieler Gilles Simon, ehe er im Achtelfinale gegen Paul-Henri Mathieu ausschied. Nachdem ihm im Oktober 2009 in Wien in der ersten Runde die Revanche gegen Robert Kendrick gelungen war, gewann Brands im November 2009 in Eckental gegen Dustin Brown seinen zweiten Challenger-Titel und stieg dadurch zum Jahresende erstmals in die Top 100 der Weltrangliste auf.
Dadurch war er im Januar 2010 direkt für die Australian Open qualifiziert, verlor dort jedoch in der ersten Runde gegen Jewgeni Koroljow. Im April konnte Brands in Monza mit einem Sieg über Pablo Andújar seinen dritten Challenger-Titel gewinnen;  in Tunis erreichte er zudem das Finale. Im Mai startete er bei den French Open, wo er in der ersten Runde auf den an Rang 8 gesetzten Jo-Wilfried Tsonga traf. Nach vier Stunden verlor Brands gegen den Lokalmatador. Einen Monat später gelang Brands in Wimbledon seinen größten Erfolg: Nach Siegen über Igor Andrejew, Nikolai Dawydenko und Victor Hănescu schaffte er den Einzug ins Achtelfinale, in dem er in vier Sätzen dem späteren Finalisten Tomáš Berdych unterlag. Er erreichte dadurch in der Weltrangliste Rang 66, seine bis dahin beste Platzierung. Bei den US Open im August 2010 verlor Brands gegen Benjamin Becker zum Auftakt in drei Sätzen. Nur einen Monat später kam es im Viertelfinale der Thailand Open 2010 in Bangkok nach Siegen über Illja Martschenko und Thiemo de Bakker zum erneuten Aufeinandertreffen der beiden Deutschen – erneut behielt Becker die Oberhand. In den letzten Turnieren des Jahres konnte Brands kein Hauptrundenmatch mehr gewinnen, sodass er bis zum Jahresende aus den Top 100 der Weltrangliste fiel.
Für die Australian Open 2011 war er noch qualifiziert; er schied aber wie schon im Vorjahr in der ersten Runde gegen Serhij Stachowskyj aus. Eine Woche später erreichte er beim Challenger-Turnier von Heilbronn das Endspiel, wo er in zwei Sätzen gegen Bastian Knittel verlor. Beim folgenden ATP-Turnier von Zagreb setzte sich Brands in der ersten Runde in einem Dreisatzmatch gegen Ivo Karlović durch, verlor anschließend aber deutlich gegen den an Position zwei gesetzten Ivan Ljubičić. Fortan gelangen ihm lange keine Matcherfolge mehr. Bei den French Open sowie in Wimbledon blieb er sieglos, woraufhin Brands bis auf Platz 220 der Weltrangliste abrutschte. Auf der Challenger Tour gewann er in Oberstaufen und Helsinki dafür seinen vierten und fünften Challenger-Titel. Dadurch schloss er das Jahr 2011 auf Position 110 ab.
2012 war für Brands durchwachsen. Bei den Australian und French Open sowie in Wimbledon schied er in der Qualifikation aus. Bei den US Open schaffte er hingegen den Sprung ins Hauptfeld und gewann sein Auftaktmatch gegen Adrian Ungur, ehe er Marin Čilić in fünf Sätzen unterlag. Auf der ATP Tour erreichte er mit dem Viertelfinale in Bukarest sein bestes Ergebnis. Auf Challenger-Ebene holte er in Eckental seinen sechsten Turniersieg.
Anfang 2013 gelang Brands er mit dem Einzug ins Halbfinale von Doha ein Erfolg. Bei den BMW Open verlor er im Halbfinale gegen Philipp Kohlschreiber. Im August 2013 erreichte er dadurch mit Platz 51 in der Weltrangliste sein Karrierehoch.
Das Jahr 2014 begann gut für Brands. Beim Turnier in Doha stand er nach Siegen über Nikolai Dawydenko und den an Nummer zwei gesetzten David Ferrer im Viertelfinale. Dort verlor er gegen den Franzosen Gaël Monfils mit 2:6 und 1:6. Anschließend schied er sieben Mal in der Auftaktrunde aus, ehe Ende März Pfeiffersches Drüsenfieber bei ihm diagnostiziert wurde. Nach zwei Monaten Pause trat er bei mit den French Open wieder bei einem Turnier an. Auf Rang 57 der Welt in die Saison gestartet, fiel Brands bis zum Jahresende auf Rang 329 zurück. Erst im September 2015 schaffte er wieder den Sprung in die Top 200. 2016 und 2017 gewann er saisonübergreifend nur drei von insgesamt acht Partien auf der World Tour und war damit außerhalb der Top 500 platziert.
Im Juli 2018 gelang Brands mit dem Gewinn des Challengerturniers in Recanati erstmals seit sechs Jahren ein Titelerfolg. Von 2015 bis 2018 hatte er zunächst wieder Futures spielen müssen, von denen er fünf gewann. Nach seiner Niederlage in der Qualifikation der Wimbledon Championships 2019 beendete er seine Profikarriere.

### Davis Cup
2013 gab Daniel Brands sein Debüt für die deutsche Davis-Cup-Mannschaft. Im Relegationsspiel gegen Brasilien kam er im Doppel und im dritten Einzel zum Einsatz. Mit seinem 3:0-Sieg im Einzel gegen Thomaz Bellucci und dem damit entscheidenden 3:1 für Deutschland sicherte er vorzeitig den Klassenverbleib.

## Erfolge
| Legende (Anzahl der Siege)  |
| Grand Slam                  |
| ATP World Tour Finals       |
| ATP World Tour Masters 1000 |
| ATP World Tour 500          |
| ATP World Tour 250          |
| ATP Challenger Tour (10)    |

### Einzel

#### Turniersiege
| Nr. | Datum             | Turnier      | Belag       | Finalgegner             | Ergebnis       |
| --- | ----------------- | ------------ | ----------- | ----------------------- | -------------- |
| 1.  | 3. August 2008    | Timișoara    | Sand        | Daniel Muñoz de la Nava | 6:4, 7:60      |
| 2.  | 9. November 2009  | Eckental (1) | Teppich (i) | Dustin Brown            | 6:4, 6:4       |
| 3.  | 11. April 2010    | Monza        | Sand        | Pablo Andújar           | 6:74, 6:3, 6:4 |
| 4.  | 10. Juli 2011     | Oberstaufen  | Sand        | Andreas Beck            | 6:4, 7:63      |
| 5.  | 27. November 2011 | Helsinki     | Sand        | Matthias Bachinger      | 7:62, 7:65     |
| 6.  | 4. November 2012  | Eckental (2) | Teppich (i) | Ernests Gulbis          | 7:60, 6:3      |
| 7.  | 8. Juli 2018      | Recanati     | Hartplatz   | Adrián Menéndez         | 7:5, 6:3       |

### Doppel

#### Turniersiege
| Nr. | Datum         | Turnier  | Belag     | Partner            | Finalgegner                | Ergebnis          |
| --- | ------------- | -------- | --------- | ------------------ | -------------------------- | ----------------- |
| 1.  | 26. Mai 2007  | Fargʻona | Hartplatz | John Paul Fruttero | Lukáš Rosol Martin Slanar  | 7:61, 7:5         |
| 2.  | 16. Juni 2007 | Astana   | Hartplatz | Adam Feeney        | Kamil Čapkovič Ivan Dodig  | 6:2, 6:4          |
| 3.  | 11. Mai 2008  | Dresden  | Sand      | Jun Woong-sun      | Ilija Bozoljac Dušan Vemić | 2:6, 7:64, [10:6] |